# Tošihide Saitó
Tošihide Saitó (* 20. dubna 1973) je bývalý japonský fotbalista.

## Reprezentační kariéra
Tošihide Saitó odehrál 17 reprezentačních utkání. S japonskou reprezentací se zúčastnil Mistrovství světa 1998.

## Statistiky
| Japonsko | Japonsko | Japonsko |
| Roky     | Záp.     | Góly     |
| -------- | -------- | -------- |
| 1996     | 2        | 0        |
| 1997     | 7        | 0        |
| 1998     | 4        | 0        |
| 1999     | 4        | 0        |
| Celkem   | 17       | 0        |